# ピーティー・ウィリアムズ
ピーティー・ウィリアムズ（Peter "Petey" Williams III、1982年8月26日 - ）は、カナダのプロレスラー。オンタリオ州ウィンザー出身。
主戦場は六角形リングが特徴のTNAで、クルーザー級の選手を中心にエクストリームなレスラーが戦うTNA独特の試合形式「Xディビジョン」で活躍、また同団体ユニット「チーム・カナダ」のリーダーを務めていた。
特徴はエクストリームなカテゴリーのレスラーらしく、クリストファー・ダニエルズ、AJスタイルズ同様人間離れしたムーヴ。その跳躍力と正確性で観客を驚かせている。

## 来歴
2001年、カナダレスリングスクールに入門。後に「チーム・カナダ」のマネージャーとなるスコット・ダモールのもと、Xディビジョンで戦うことになるクリス・セイビンとともにレスリングの訓練を受け、2002年ダモアの主催するインディー団体でプロレスデビューを果たした。
高校生の時からもうすでに必殺技カナディアン・デストロイを使っていたと発言していたが、その真偽はかなり疑わしい。数年間カナダやアメリカ北東部のインディー系団体を点々とする日々を送った後2004年2月25日にTNAデビューを果たした。「チーム・カナダ」入りしたのもこの時だった。その後TNA独自の王座であるXディビジョン王座を5回、サモア・ジョーに敗れるまで約5か月間にわたり防衛する。使用しているタイツとサポーターにカナダの象徴、メイプルリーフ（サトウカエデ）をあしらった模様をつけている。
2004年8月、剛竜馬が主催したWAP（活動休止）のディファ有明大会、VS斗猛矢にて日本デビューを果たした。
2006年にはチーム・カナダの解散、ベビー・ターンを行った。その後Xディヴィジョンの代表的選手として試合を続けていた。
2008年1月には新日本プロレスのレッスルキングダムII IN 東京ドームに来日。
2009年2月にTNAを離脱。全日本プロレスに初参戦を果たし、4月のジュニアタッグリーグ戦にフィル・アトラスとのタッグで出場（2勝3敗、勝ち点4）。サマー・アクション・シリーズにて行われるジュニア・ヘビー級リーグ戦にも参加が決定した。
2013年、TNAのOne Night Only PPVに出場すると共に、3月にはロスターとして復帰を果たした。

## 得意技

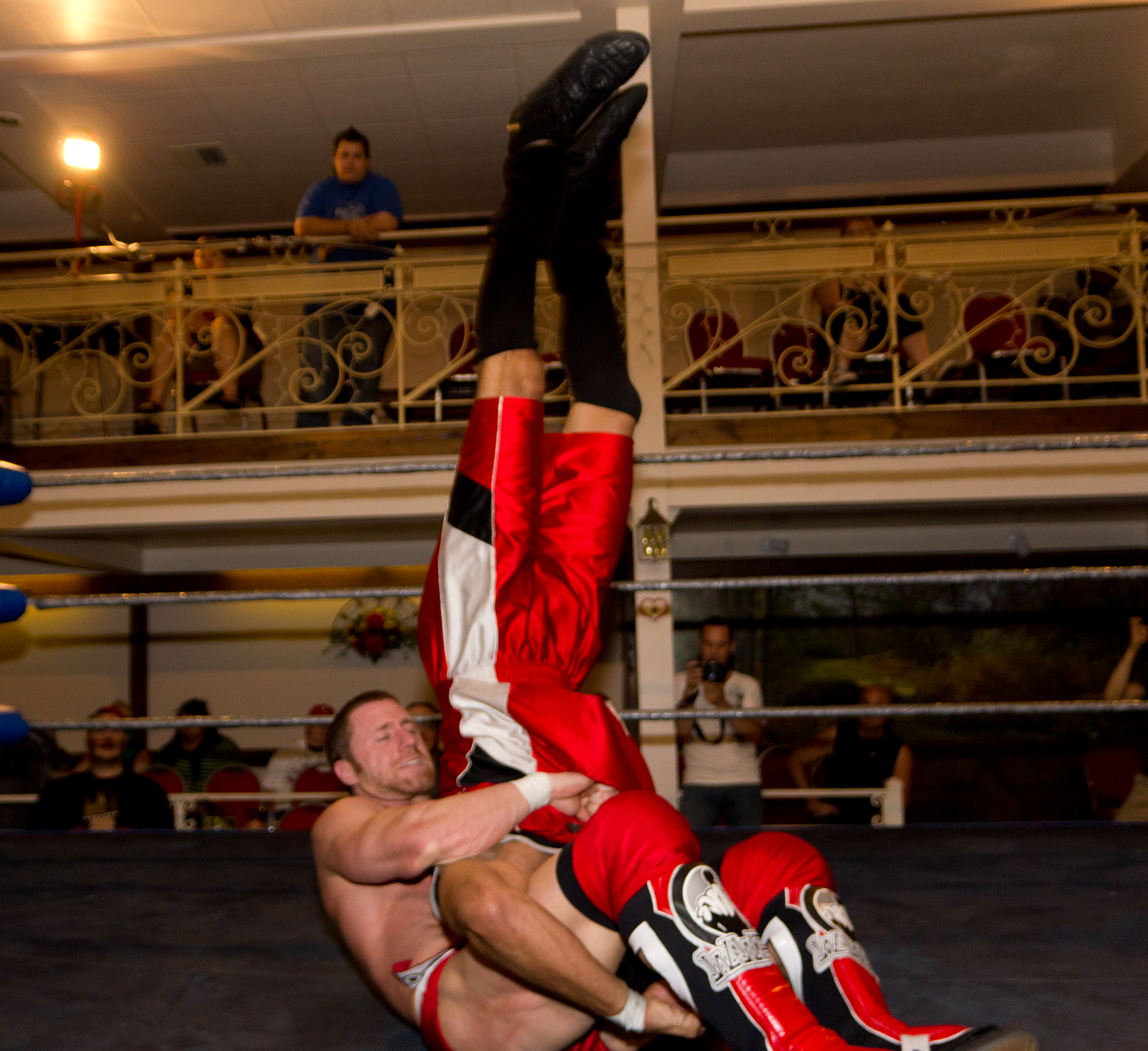
カナディアン・デストロイヤー
屈んだ体勢の相手に前転して逆さまに飛びつき、一回転したまま相手の頭部をマットに叩きつける危険な大技。360°パイルドライバー。通常はパイルドライバー同様、相手の頭を太ももで挟んだ形から入るが、コルバタから切り替えるタイプ、コーナーから飛び降りた反動を利用するタイプなど様々なバージョンがある。受身が取れないため、技を受ける側の技量が問われる。見た目にも衝撃的なこの技は世界各地でフォロワーが続出した。
シャープシューター
コーナーに相手を逆さ吊りにさしてから股間を踏みつけるムーブ
その時に「オー カナダー」と叫ぶ。
飛びつきフランケンシュタイナー
レッグラリアット
スイングDDT
カナディアン・レッグスイープ
ヘッドシザーズホイップの形で入ってロシアンレッグスイープをかける体勢になるよう着地し、そのままロシアンレッグスイープをかける。

## タイトル歴
TNA
- TNA Xディヴィジョン王座 : 2回

その他、アメリカの各種インディ団体にてベルト獲得歴多数。